# Ткачири
Ткачири (груз. ტყაჩირი) — село в Грузии, на территории Цхалтубского муниципалитета края (мхаре) Имеретия.

## География
Село находится в западной части Грузии, на правом берегу реки Риони, на расстоянии 33 километров к юго-юго-востоку от города Цхалтубо, административного центра муниципалитета. Абсолютная высота — 73 метра над уровнем моря.

## Население
По результатам официальной переписи населения 2014 года, в Ткачири проживало 1569 человек (778 мужчин и 791 женщина). В национальной структуре населения грузины составляли 99,7 %, осетины — 0,15 %, русские — 0,15 %.
| Год  | Население, человек |
| ---- | ------------------ |
| 2002 | 1741               |
| 2014 | ↘ 1569             |